# 次浦城
次浦城（つぎうらじょう）は、千葉県香取郡多古町次浦にあった日本の城。
築城年代、城主等は不明だが、一時期次浦常盛の館だったのではないかとも言われる。次浦常盛は、「神代本千葉系図」によると、平常兼の弟・粟飯原家常の四男であり、千葉氏との関連が指摘される。次浦八郎常盛は、源義家に従い、後三年の役（1083年）に出陣し、武功をあげたと伝わる。次浦氏の早い段階での城館は、次浦城より西に離れた場所に発掘され、次浦八郎常盛館と呼ばれ、周囲の地形を削り出して館の敷地を周囲より掘りこんで造営している掘りこみ形の城館であり、周辺には雛上の平場や堀跡と見られる場所も残っている。平安末期、現在の多古町は千田庄とよばれる荘園となっており、その実質的な領主は、千田親政とも称される藤原親政であった。親政は平清盛の妹を妻としており、息女は平重盛に嫁ぎ、平資盛の母となるという、まさに平家一門そのものであり、平家政権の中枢を担う人物であったと考えられる。親政は、内山（今の匝瑳市）と次浦に館を持っていたと伝わっており、その親政の次浦の館が、この次浦八郎常盛館であったと考えられている。親政なきあとの千田庄は、千葉氏の所領となり、千葉一族棟梁の千葉常胤により、弟の胤幹、胤幹の子の胤氏の領地となり、この時点から、現在の多古町と千葉氏の縁が始まることとなる。それ以前の千田庄は、親政を通して、実は平家方と縁が深い土地柄であり、次浦はその中心を担う場所の一つだった。次浦八郎常盛館が現存の次浦城へ拠点が移され、現在に至ったとされる。。次浦城内には、千葉氏の氏神である妙見の祠が祀られている。
元弘・建武のころ（1331～36年）、この地方は千葉胤貞の支配地で、次浦城もその支城であったと言われる。建武年間、千田荘一帯に動乱が広がっていたが、次浦氏もそれに関わっていた。
言い伝えによると、戦いの時、大将がキュウリのつるに兜をひっかけたところを敵に踏み込まれて討ち死にしたという。このため、この地方では今もキュウリを忌み嫌い、栽培しないとのことである。

## 構造
栗山川の支流である沼田川沿いの台地上に築かれている。土塁と空堀で囲まれた方形の区画が残っており、このあたりは字名 を「城山」といい主郭と推定される。 周辺には、「馬場小屋」 「内小屋」 「土橋」 「馬場道」 などの字名が残り、当時を偲ばせるが、その他の城郭構造は不明である。

## アクセス
- JR佐原駅、多古台バスターミナルよりJRバス関東　次浦下車　徒歩13分